# تاچانکولام
تاچانکولام (به لاتین: Tachchankulam) یک منطقهٔ مسکونی در سری‌لانکا است که در استان شمالی (سری‌لانکا) واقع شده‌است.